# 網站創建器
網站創建器是指無需編寫代碼即可製作網站的網站編輯工具，它們一般可分為兩類：
- 網站寄存公司提供在線工具，可以供用戶構建網站。
- 第二種是離線軟體，在電腦上運行，創建頁面後可以在任何主機上發佈這些頁面。(這些軟件通常被認為是“網站設計軟件”，而不是“網站創建器”）。

網站創建器於20世紀90年代初開始出現。微软在1995年11月發佈了網頁設計軟件FrontPage。同時Adobe也推出了Dreamweaver。